# IC 4478
IC 4478 је елиптична галаксија у сазвјежђу Волар која се налази на листи објеката дубоког неба у Индекс каталогу.
Деклинација објекта је + 15° 52' 41" а ректасцензија 14h 39m 12,6s. Привидна величина (магнитуда) објекта IC 4478 износи 14,0 а фотографска магнитуда 15,0. IC 4478 је још познат и под ознакама CGCG 104-59, NPM1G +16.0396, PGC 52363.